# HD 63922
HD 63922 är en trippelstjärna belägen i den södra delen av stjärnbilden Akterskeppet, som också har Bayer-beteckningen P Puppis. Den har en skenbar magnitud av ca 4,11 och är svagt synlig för blotta ögat där ljusföroreningar ej förekommer. Baserat på parallaxmätning inom Hipparcosuppdraget på ca 2,0 mas, beräknas den befinna sig på ett avstånd på ca 1 600 ljusår (ca 510 parsek) från solen. Den rör sig bort från solen med en heliocentrisk radialhastighet på ca 24 km/s.

## Egenskaper
Primärstjärnan HD 63922 A är en blå till vit jättestjärna av spektralklass B0 III. Den har en massa som är ca 19 solmassor, en radie som är ca 12 solradier och har ca 3 200 gånger solens utstrålning av energi från dess fotosfär vid en effektiv temperatur av ca 31 200 K.
HD 63922 A har en nära följeslagare, HD 63922 Ab, av magnitud 7,19 separerad med 0,3 bågsekund och en mera avlägsen, HD 63922 B, av magnitud 8,79 med en separation av59,1 bågsekunder.